# Mirosław Stasiak
Mirosław Stasiak (ur. 4 września 1967) – polski przedsiębiorca, piłkarz i działacz sportowy, sponsor kilku kolejnych klubów piłkarskich.

## Życiorys
Jako piłkarz był jednocześnie zawodnikiem, sponsorem i prezesem klubów LKS Stasiak Gomunice i Ceramiki Opoczno – przekształconej początkowo w Stasiak-Ceramika Opoczno, później w Stasiak Opoczno następnie Stasiak KSZO Celsa Ostrowiec Świętokrzyski i ostatecznie KSZO Ostrowiec. Na boiskach czynnie występował do wiosny 2004 roku.
Będąc właścicielem firmy zajmującej się transportem, składem i sprzedażą opału (filie w woj. łódzkim m.in. w Kletni i 
Tuszynie), w czerwcu 2002 został prezesem i głównym sponsorem przeżywającej kłopoty finansowe drugoligowej drużyny Ceramika Opoczno.
W 2003 stał się akcjonariuszem zarejestrowanej 8 lipca sportowej spółki akcyjnej MKS Pogoń Szczecin powstałej w Szczecinie wskutek przeniesienia z Piotrkowa należącej do Antoniego Ptaka Piotrcovii. W tej spółce był właścicielem ok. 10% akcji a oprócz niego udziały posiadali:
- ok. 78%: spółka El-Met z Gdańska (właściciel Antoni Ptak),
- ok. 10%: Małgorzata Dąbrowska,  żona Tadeusza Dąbrowskiego, działacza piłkarskiego z Radomska,
- ok. 1%: Morski Klub Sportowy Pogoń Szczecin Stowarzyszenie Kultury Fizycznej
- ok. 1%: Klub Sportowy Pogoń Szczecin Nowa Stowarzyszenie Kultury Fizycznej.

Pod koniec sierpnia 2003 akcje Mirosława Stasiaka odkupił Antoni Ptak.
W lutym 2004 roku Stasiak przeniósł zespół z Opoczna do Ostrowca Św. Po zakończeniu sezonu 2003/04 zmienił jego nazwę na Stasiak KSZO Celsa Ostrowiec Świętokrzyski. Jesienią 2006 roku ogłosił, że jest gotów sprzedać wszystkie posiadane w spółce udziały (99%) za kwotę 2,5 mln złotych.
22 lutego 2007 w konsekwencji prowadzonego przez Wydział VI ds. przestępczości zorganizowanej Prokuratury Okręgowej we Wrocławiu śledztwa w sprawie afery korupcyjnej i na podstawie przekazanych 20 lutego z prokuratury materiałów, Wydział Dyscypliny PZPN wszczął postępowanie dyscyplinarne wobec sześciu polskich klubów piłkarskich. Oprócz KSZO objęto nim grające w Orange Ekstraklasie zespoły Arki Gdynia i Górnika Łęczna oraz występujące w drugiej lidze Górnika Polkowice, Zawiszę Bydgoszcz S.A. i Podbeskidzie Bielsko-Biała.
Decyzją WD PZPN z 12 kwietnia 2007 roku w sezonie 2007/2008 KSZO zostanie zdegradowany "o jedną klasę rozgrywek", musi zapłacić karę 50 tysięcy złotych, a następny sezon rozpocznie z sześcioma punktami ujemnymi.
Według przewodniczącego WD PZPN Michała Tomczaka również samemu Mirosławowi Stasiakowi w związku z aferą korupcyjną postawiono 30 zarzutów, z czego 21 z nich dotyczy jego pracy w Ostrowcu.
4 września 2007 odsprzedał 99% akcji KSZO dotychczasowemu dyrektorowi klubu Zbigniewowi Grombce za sumę 4950 złotych.
W czerwcu 2023 roku pojawił się na wyjazdowym meczu Mołdawia-Polska (3:2), wedle oświadczenia PZPN dzięki zaproszeniu jednego ze sponsorów (PZPN odmówił podania jego danych, tłumacząc to zasadą poufności). Wywołało to spór w piłkarskim środowisku, a kolejni sponsorzy zaczęli wydawać oświadczenia, że to nie oni zapraszali Stasiaka do składu delegacji.